# Taileron

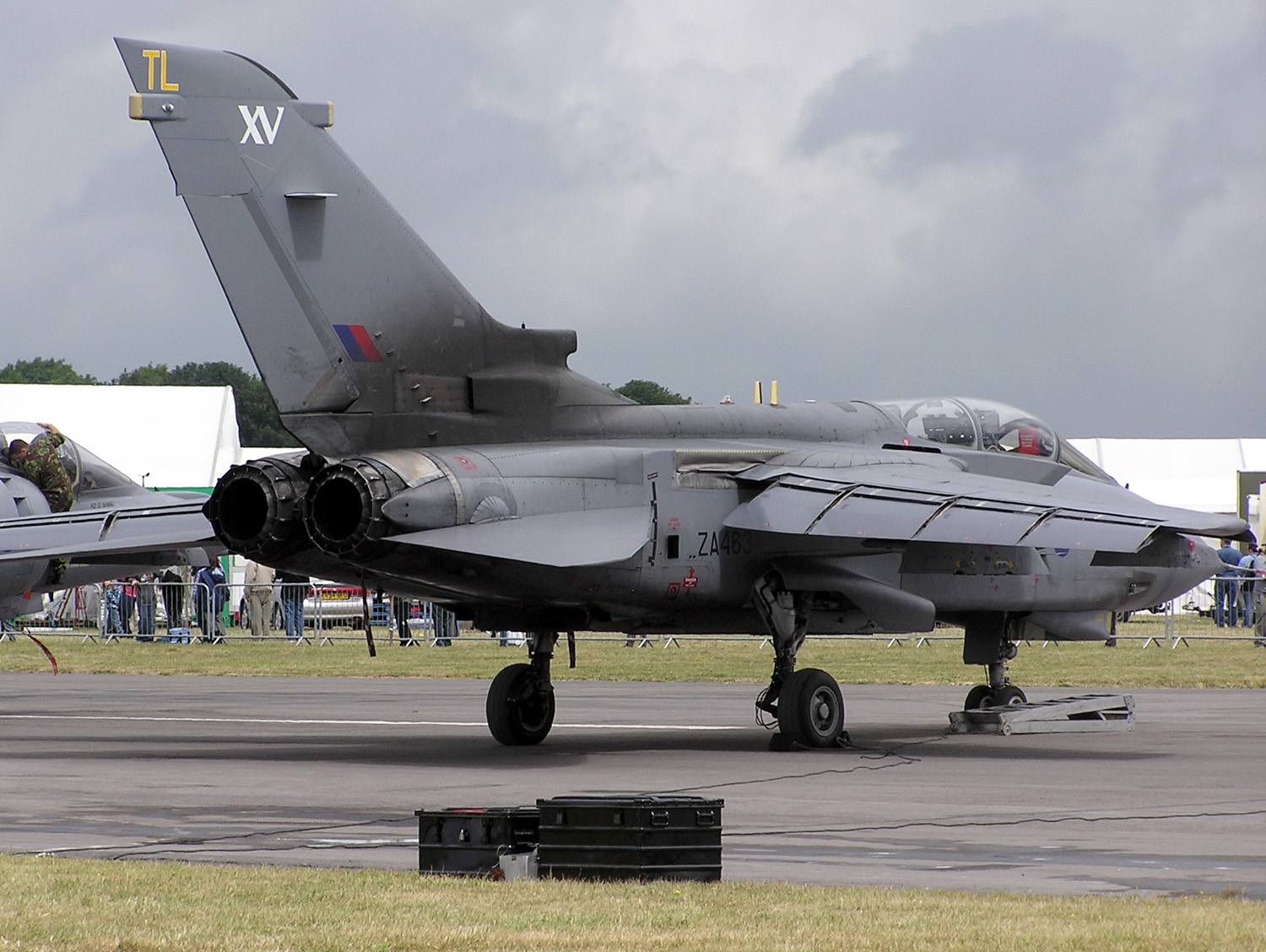
Vor der Vorderkante der Tailerons ist die auf dem Rumpf aufgebrachte Markierung für den Vollausschlag der Tailerons (full up/down) zu erkennen

Tailerons sind konventionelle, am Heck eines Flugzeuges angebrachte Höhenruder, meist in Form eines Pendelruders, die durch unabhängige Ansteuerung der beiden Ruderhälften die Funktion des Querruders unterstützen bzw. ersetzen. Der Begriff ist ein Kofferwort aus tail und aileron, den englischen Bezeichnungen für Flugzeugheck und Querruder. Es handelt sich hierbei um ein funktionsintegrierendes Bauteil.
Unter anderem sind Tailerons beim Panavia Tornado zu finden.